# Терентєвка (Ульяновська область)
Терентєвка (рос. Терентьевка) — село в Мелекеському районі Ульяновської області Російської Федерації.
Населення становить 294 особи. Входить до складу муніципального утворення Тиїнське сільське поселення.

## Історія
Від 2004 року входить до складу муніципального утворення Тиїнське сільське поселення.

## Населення
| 2010 |
| ---- |
| 294  |